# Kontact
Kontact — загальний інструмент керування особистими даними та груповий набір програмного забезпечення, що розроблений для програмного середовища KDE. В нього входять такі компоненти як: календар, адресна книжка, записник, список завдань, переглядач новин та електронна пошта. Kontact пропонує ряд пов'язаних між собою графічних інтерфейсів (KMail, KAddressBook, Akregator та інші), що надбудовані навколо єдиного програмного ядра.

## Компоненти

### Akregator
Akregator — програма для централізованого читання стрічок новин, що підтримує такі формати передачі як RSS та Atom.

### KAddressBook
KAddressBook — застосунок KDE, для роботи з адресною книжкою.

### KJots
KJots — записна книжка, що створена в рамках проєкту KDE та яка призначена для створення швидких поміток та записів.

### KMail
KMail — поштовий клієнт графічної оболонки KDE, що підтримує роботу з теками, перегляд HTML пошти та набір міжнародних символів. Може працювати з протоколами IMAP, IMAP IDLE, DIMAP та POP3.

### KNode
KNode — застосунок-клієнт проєкту KDE для читання новин та газет.
Він підтримує роботу з декількома NNTP серверами, теми повідомлень, X-Face заголовки (читання й викладання) та набір міжнародних символів.

### KOrganizer
KOrganizer — застосунок для керування особистими даними в робочому середовищі KDE. Має можливості керувати календарями, журналами та списком завдань.